# Manfred Schatz
Manfred Schatz (* 10. Dezember 1925 in Bad Stepenitz; † 24. Oktober 2004 in Meerbusch) war ein deutscher Maler.
Manfred Schatz wurde 1975 von einer internationalen Jury zum bedeutendsten lebenden Wildtiermaler seiner Zeit gewählt. Seine oft großformatigen Tiergemälde sind begehrte Sammelobjekte und weltweit in Museen zu finden. Besonders tat er sich durch die Darstellung von Wildtieren in Bewegung und in dreidimensional erscheinenden Gemälden hervor. Für manche Sammler gilt er als Vertreter eines eigenständigen Spät-Impressionismus. Aus kunsthistorischer Sicht kann man dieser Beurteilung jedoch nicht folgen, sein Stil und seine Ikonografie sind – gemessen an der Entwicklung der Malerei im 20. Jahrhundert – anachronistisch. Das zeigt sich vor allem in den Jagdszenebildern. Seine Tierbilder zeigen oft Tiere in aggressiver Pose oder auf der Flucht vor dem Jäger. Jedoch war Schatz, insbesondere in seiner Frühzeit in den 1950er Jahren, durch seine Landschaftsmalereien des Niederrheins schon der Düsseldorfer Schule zugehörig.